# Ställbergsjätten

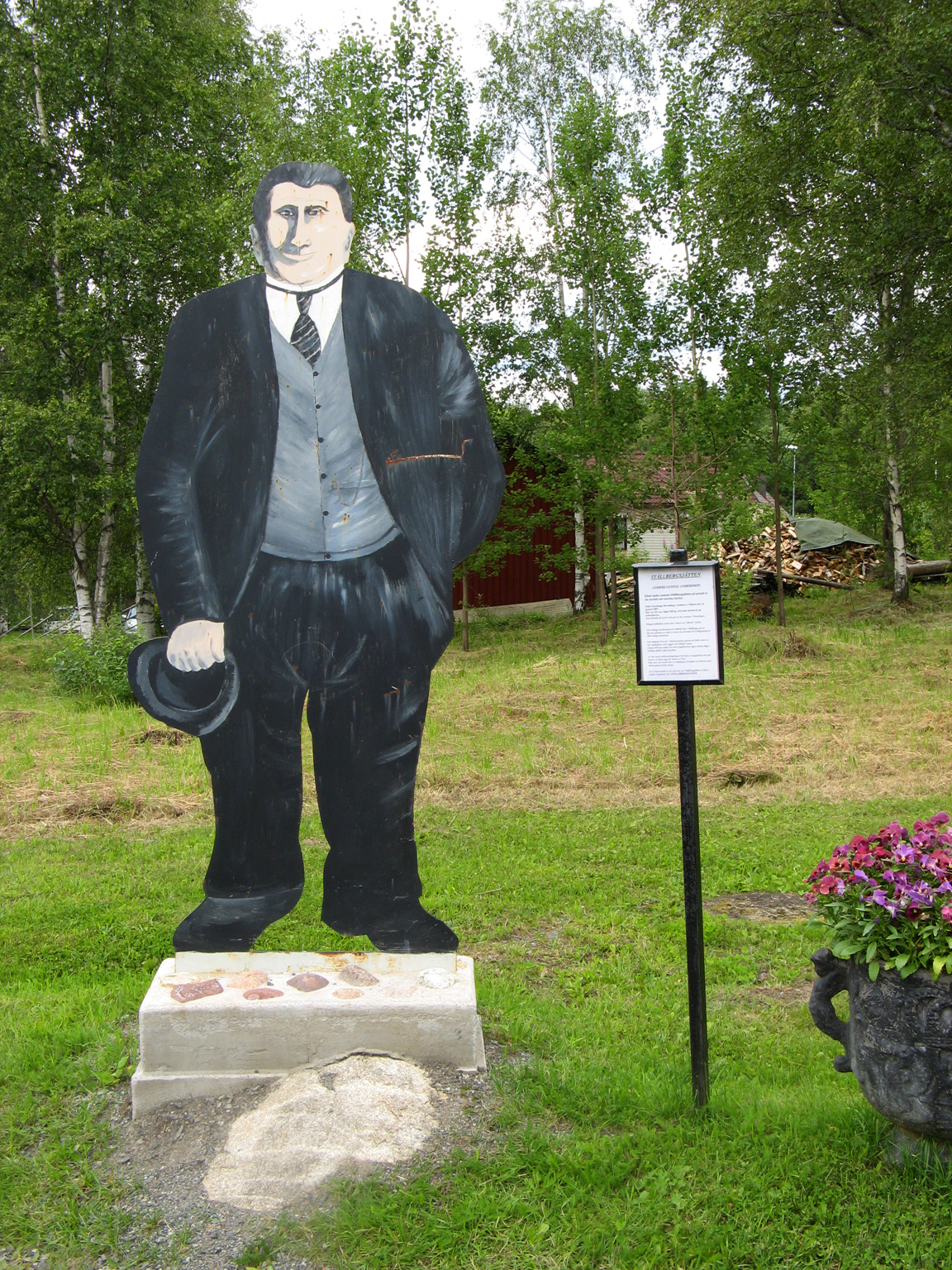
Ställbergsjätten i naturlig storlek, Ställberg

Anders Gustav Andersson, född  16 januari 1857 i Karlskoga, död 16 oktober 1918 i Grängesberg, känd som "Ställbergsjätten".
Ställbergsjätten ska ha varit över 220 cm lång, haft skostorlek 62 och vägt minst 160 kg. Han ska ha ådragit sig en svår ryggskada när han räddade livet på sju män från en fallande bergvägg i gruvan. Han ska då ha hållit emot denna vägg med sin egen rygg. Efter denna olycka var han “enbart” 213 cm lång.
Vid ett tillfälle klagade hamnchefen i Oxelösund och sa att man skickade för stora malmblock från Grängesberg. Han hänvisade till att det skulle vara handlastad malm. Grängesbergsbolaget svarade att hade man lastat malmen för hand i Grängesberg så skulle man också kunna lossa den för hand. Och så skickade man ner Ställbergsjätten till Oxelösund och där lastade han av de bergblock som han själv lastat på tågsättet i Grängesberg. Efter det besöket kom det inga flera klagomål.
Möjligen hade Ställbergsjätten akromegali, det vill säga överproduktion av tillväxthormon[källa behövs]. Vad som dock talar emot detta är att folk som lider av akromegali ofta blir svaga, något som uppenbarligen inte drabbade Ställbergsjätten.
År 1894 flyttade han (enligt kyrkoböckerna) till Grängesberg och kallas därför även ibland för Grängesbergsjätten.
Ett slags staty (i metall) av Ställbergsjätten i naturlig storlek finns i byn Ställberg i Ljusnarsbergs kommun.